# How Long
How Long – utwór muzyczny szwedzkiej piosenkarki Tove Lo, wydany 26 stycznia 2022 pod szyldem wytwórni Interscope Records. Utwór napisali Ludvig Söderberg, Sibel, Tim Nelson i Tove Lo.
Love opisała utwór jako piosenkę o „miłości, zdradzie i zaprzeczeniu”. Do utworu zrealizowała teledysk, który wyreżyserował duet Kenten. Piosenka została wykorzystana w ścieżce dźwiękowej drugiego sezonu serialu HBO Euforia.
Utwór dotarł do 92. miejsca na szwedzkiej liście przebojów oraz trzeciego miejsca na polskiej liście AirPlay – Top. W sierpniu 2022 osiągnął status złotej płyty w Polsce, a we wrześniu 2024 – platynowej.